# 왕실천문관
왕실천문관(王室天文官, 영어: Astronomer Royal)은 영국 왕실 직속 관리의 명칭이다. 1975년 6월 22일부터 발령된 본직과, 1834년부터 발령된 스코틀랜드 왕실천문관이 있다.
1675년 그리니치 왕립 천문대를 만든 찰스 2세가 첫 왕실천문관으로 존 플램스티드를 임명했다.

## 목록
- 1675–1719 존 플램스티드(John Flamsteed)
- 1720–1742 에드먼드 핼리(Edmond Halley)
- 1742–1762 제임스 브래들리(James Bradley)
- 1762–1764 너대니얼 블리스(Nathaniel Bliss)
- 1765–1811 네빌 마스켈라인(Nevil Maskelyne)
- 1811–1835 존 폰드(John Pond)
- 1835–1881 조지 비델 에어리(George Biddell Airy) 경
- 1881–1910 윌리엄 크리스티(William Christie) 경
- 1910–1933 프랭크 왓슨 다이슨(Frank Watson Dyson) 경
- 1933–1955 해럴드 스펜서 존스(Harold Spencer Jones) 경
- 1956–1971 리처드 반 데르 리트 울리(Richard van der Riet Woolley)
- 1972–1982 마틴 라일(Martin Ryle) 경
- 1982–1990 프랜시스 그레이엄스미스(Francis Graham-Smith) 경
- 1991–1995 아널드 울펜데일(Arnold Wolfendale) 경
- 1995–현재 마틴 리즈 남작